# Viola charlestonensis
Viola charlestonensis M.S.Baker & J.C.Clausen – gatunek roślin z rodziny fiołkowatych (Violaceae). Występuje endemicznie w Stanach Zjednoczonych – w Nevadzie, Utah i Arizonie. W całym swym zasięgu jest gatunkiem narażonym, ale regionalnie (w Nevadzie, Utah) jest zagrożony. 

## Morfologia

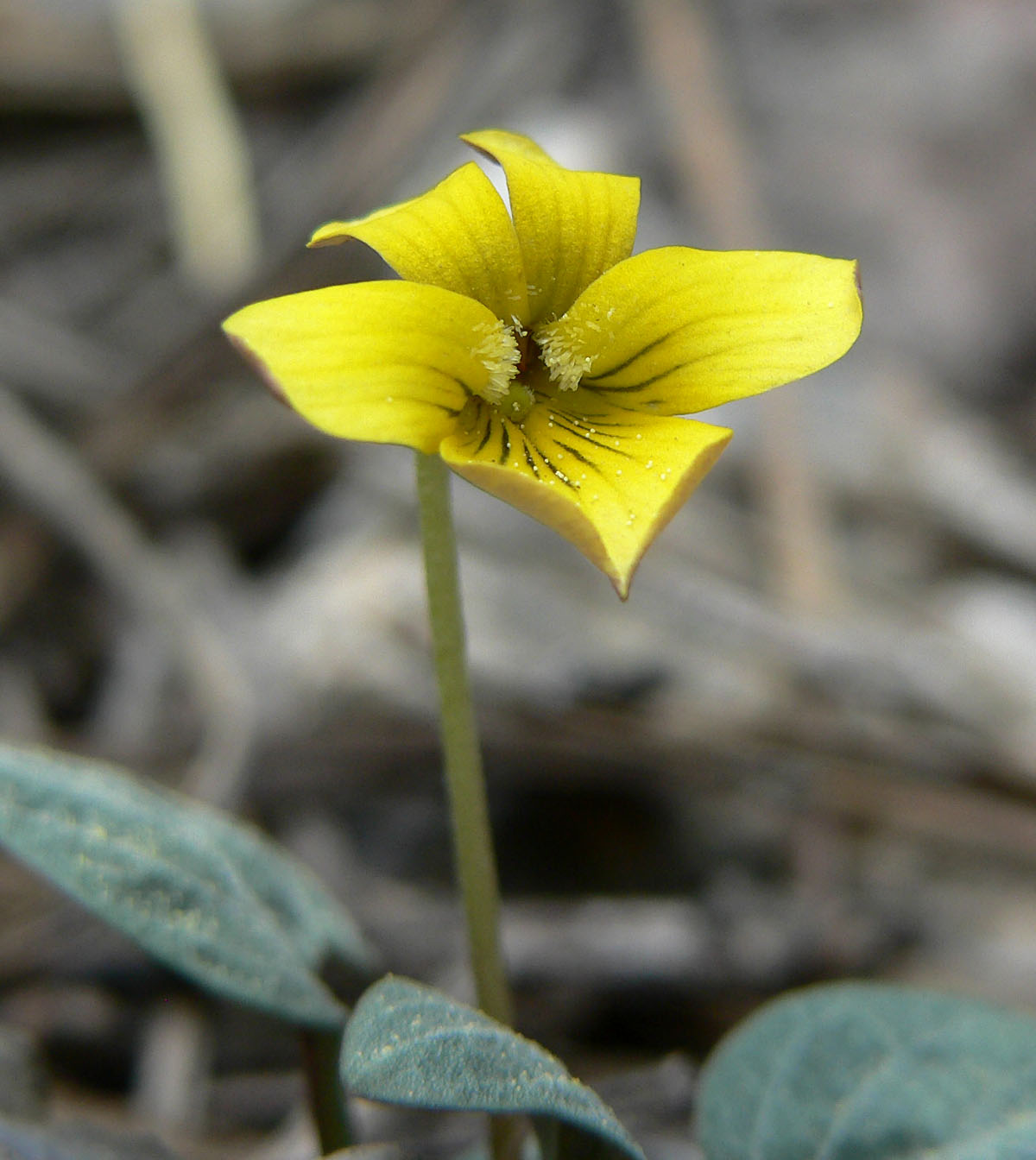
Kwiat

PokrójBylina przybierająca formę krzewu, tworzy kłącza.
LiścieBlaszka liściowa ma owalnie deltoidalny kształt. Mierzy 5–29 cm długości oraz 2,5–9 cm szerokości, jest ząbkowana lub piłkowana na brzegu, ma sercowatą nasadę i spiczasty wierzchołek. Ogonek liściowy jest nagi i ma 1,5–8 cm długości. Przylistki są deltoidalne i osiągają 5–16 mm długości.
KwiatyPojedyncze, wyrastające z kątów pędów. Mają działki kielicha o równowąsko lancetowatym kształcie i dorastające do 5–9 mm długości. Płatki są łyżeczkowate, mają barwę od białej do purpurowej oraz 10–23 mm długości, dolny płatek mierzy 11-22 mm długości, posiada zakrzywioną ostrogę.
OwoceTorebki mierzące 12-17 mm długości, o jajowatym kształcie.

## Biologia i ekologia
Rośnie w zaroślach oraz na terenach skalistych. Występuje na wysokości od 2000 do 2900 m n.p.m.